# NGC 5105
NGC 5105 је спирална галаксија у сазвежђу Девица која се налази на NGC листи објеката дубоког неба.
Деклинација објекта је - 13° 12' 26" а ректасцензија 13h 21m 49,0s. Привидна величина (магнитуда) објекта NGC 5105 износи 12,1 а фотографска магнитуда 12,8. NGC 5105 је још познат и под ознакама MCG -2-34-39, IRAS 13191-1256, PGC 46664.